# Rustam
Rustam (en georgiano: როსტომი) o Rustam Khan, también llamado Cosroes Mirza (Isfahán, 1565 - 17 de noviembre de 1658) fue una figura monárquica de Georgia, descendiente de la Dinastía Bagrationi que ejerció como rey de Kartli actuando como un valí (virrey) del imperio safávida desde 1633 hasta su muerte.

## Biografía
Fue hijo de David XI de Kartli, conocido tras su conversión al islam como Davud Khan y una concubina nacido en la entonces capital imperial de Persia, Isfahán, en el año 1565 y llamado Cosroes Mirza.
El Sah Abás el Grande lo nombra darugha de Isfahán en 1618. En 1625, con el comienzo del reinado en Kartli de Teimuraz I de Kajetia y su intento de independizarse de la influencia persa aprovechando el conflicto entre otomanos y safávidas, comenzará una insurrección en Georgia que Abás intentará sofocar para mantener Georgia en su órbita. Durante esta insurrección, Rustam participará como comandante de las fuerzas persas de Abás, lideradas por el armenio Qarachaqay Khan, tomando parte en la batalla de Marabda, donde los persas obtuvieron una victoria pírrica con sus superiores fuerzas tras las derrota de Martqopi, en la que los georgianos se hicieron con el control de Tiflis.
Más tarde, en el desastre de Ksani, las fuerzas directamente bajo su mando fueron las que mejor aguantaron el envite georgiano, lo que le valió para que en 1626 le retiraran de la campaña para darle nombramientos de oficiales, llegando tres años más tarde a ser nombrado comandante del cuerpo de gholams, un regimiento de esclavos militarizados, considerado uno de los cuerpos de élite safávida. A la muerte de Abás, le fue encomendado hacer de guardia personal del nieto y heredero de Abás, el futuro Sah Safi.
En 1630 dirigió fuerzas safávidas en la campaña contra los otomanos. Tras derrotar al ejército, tomó Bagdad 104 años después de que las fuerzas otomanas de Solimán el Magnífico capturaran la ciudad en la primera guerra otomano-safávida. La ciudad no sería retomada por los otomanos hasta 1638.
En 1630 es anunciado como heredero de Kartli y en 1633 será nombrado valí de Kartli (cuyo título oficial era Rey de Reyes y Soberano de Kartli, aunque en la práctica eran virreyes persas) por el Sah Safi bajo el nombre de «Rustam Khan» y enviado con un poderoso contingente de tropas persas a Georgia donde rápidamente se hace con Kartli y todas las fortalezas mayores salvo Mdzovreti, que será usada por Teimuraz I para aguantar la lucha hasta que en 1648 Rustam ocupa toda Kajetia y Teimuraz huyó a Imericia.
A la muerte de Rustam en 1658, será elegido para sucederle Bajuta Mujranbatoni, hijo de Teimuraz de Mujrani, un sadrosho de las fuerzas persas en la primera campaña de Rustam en Georgia en 1625.

| Predecesor: Unión personal con Kajetia a través de: Teimuraz I | Rey de Reyes y Soberano de Kartli 1633 - 1658 | Sucesor: Vajtang V |